# Коротковка

Коротковка (укр. Коротківка) — село,
Ордановский сельский совет,
Диканьский район,
Полтавская область,
Украина.
Село ликвидировано в после 1979 года, но до 1987 года.

## Географическое положение
Село Коротковка находится на левом берегу реки Великая Говтва, в 1,5 км от села Горбатовка.
По селу протекает пересыхающий ручей с запрудой.